# Грозный (Кировское сельское поселение)
Гро́зный (адыг. Пхъашэ) — хутор в Майкопском муниципальном районе Республики Адыгея России. Входит в состав Кировского сельского поселения.

## Население
| 2002 | 2010 | 2013 | 2014 | 2015 | 2016 | 2017 |
| ---- | ---- | ---- | ---- | ---- | ---- | ---- |
| 349  | ↗414 | ↘413 | ↗426 | ↘417 | ↘416 | ↗417 |
| 2018 | 2019 | 2020 | 2021 | 2023 | 2024 |      |
| ↘400 | ↘396 | ↗425 | ↘276 | ↘274 | ↘268 |      |

### Национальный состав
По данным Всероссийской переписи населения 2021 года:
| Народ               | Численность, чел. | Доля от всего населения, % |
| ------------------- | ----------------- | -------------------------- |
| армяне              | 130               | 47,10 %                    |
| русские             | 127               | 46,02 %                    |
| другие / не указано | 19                | 6,88 %                     |
| всего               | 276               | 100,0 %                    |

## Улицы
На хуторе имеются две улицы: Пионерская и Полевая.